# (8273) Apatheia
(8273) Apatheia ist ein Asteroid des Hauptgürtels, der am 29. November 1989 von Makio Akiyama und Toshimasa Furuta in Susono entdeckt wurde. Er wurde nach dem Vorschlag des Entdeckers nach dem Begriff Apatheia aus der griechischen Philosophie benannt, was in etwa „Gelassenheit“ oder „Unempfindlichkeit“ bedeutet.